# Eduard Müller (filolog)
Eduard Müller, född den 12 november 1804 i Brieg, Schlesien, död den 30 november 1875 i Liegnitz, var en tysk skolman och klassisk filolog, bror till Karl Otfried och Julius Müller. 
Müller, som var prorektor vid gymnasiet i Liegnitz 1841–1853 och direktor där 1853–1869, utgav flera av brodern Karl Otfrieds arbeten och skrev själv Geschichte der Theorie der Kunst bei den Alten (2 band, 1834–1837).